# Kasato Maru
El Kasato Maru(japonès: 笠戸丸) va ser un vaixell conegut per haver transportat l'any 1908 el primer contingent d'immigrants japonesos al Brasil, tot complint un acord diplomàtic binacional.

## Història

### Construcció
El Kasato Maru va ser bastit a les drassanes de la constructora naval Wigham Richardson, al port anglès de Newcastle. Era un encàrrec d'una empresa naviera de Veneçuela i el seu nom havia de ser Potosí. Però, encara en la fase de construcció, va ser venut a l'empresa russa Dobroflot. Quan va entrar en servei, l'any 1900, va ser batejat amb el nom de Kazan.
L'imperi rus va requerir de la nau amb motiu de la guerra russo-japonesa. En acabar el conflicte, va ser capturat per l'imperi japonès com a botí de guerra. Fou rebatejat amb el nom de Kasato Maru i el seu primer servei va ser el de vaixell-infermeria, repatriant els soldats ferits que havien combatut a Manxúria.

### Transport de migrants
Després va començar a usar-se per transportar emigrants japonesos cap a Hawaii, el 1906 i a Perú i Mèxic, el 1907.

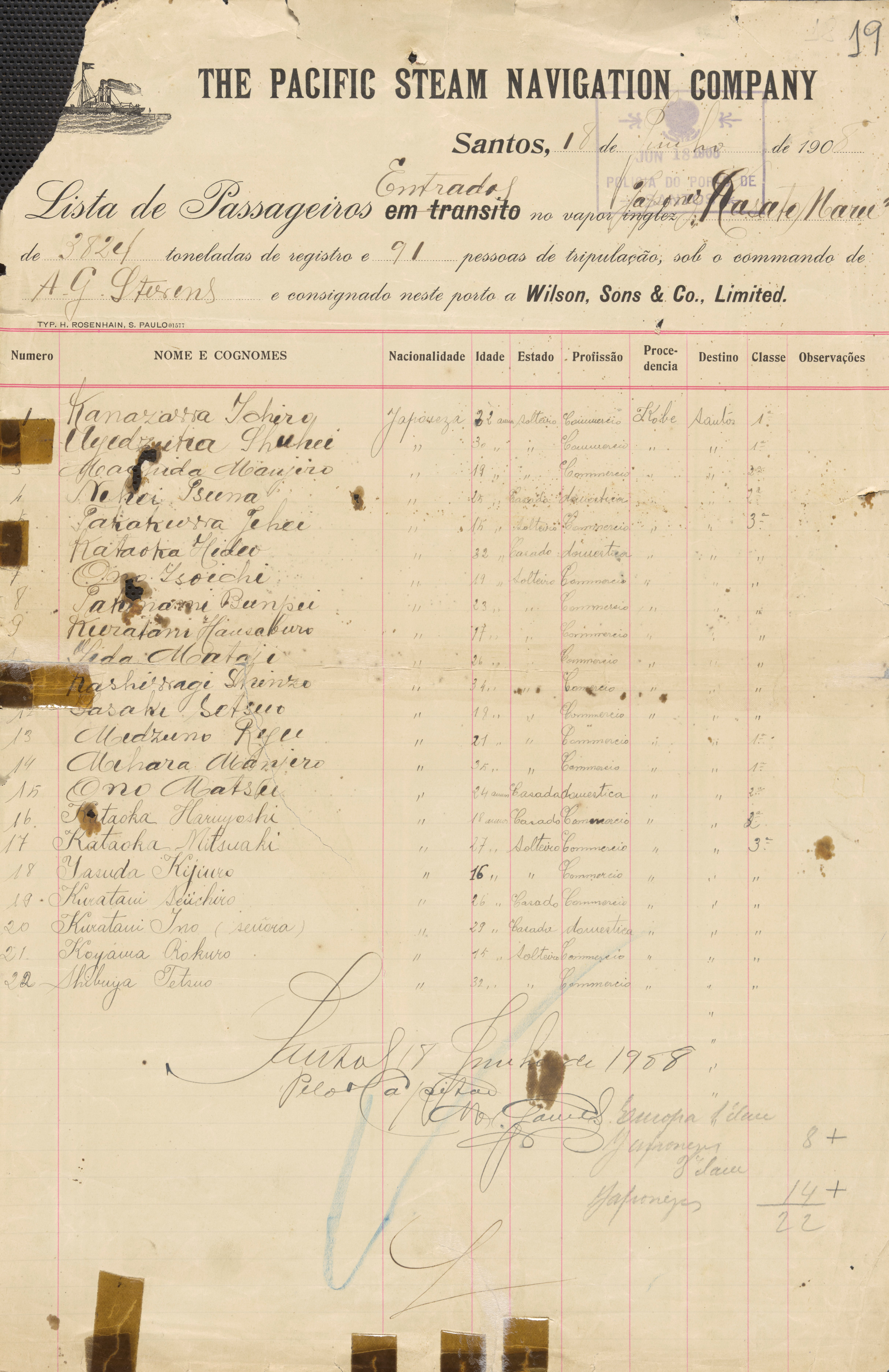
Primera pàgina de la llista de passatgers del Kasato Maru, en el trajecte entre Kobe i Santos de 1908.

L'any 1908, va transportar el primer grup oficial d'immigrants japonesos al Brasil. El viatge va començar en el port de Kobe i va acabar, 52 dies després, en el port de Santos, el 18 de juny de 1908. Van ser traslladades 165 famílies (781 persones), destinades a treballar a les plantacions de cafè situades a l'oest de l'Estat de São Paulo.
Alguns immigrants japonesos havien arribat al Brasil mesos abans del Kasato Maru, inclús van fundar una colònia agrícola a Macaé, en l'estat de Rio de Janeiro. No obstant això, va ser l'arribada d'aquest primer grup portat pel Kasato Maru el que va iniciar un flux continu d'emigració de japonesos al Brasil.
Després d'un temps, el Kasato Maru va ser transformat en un vaixell de càrrega. Va tornar a Brasil, per segona i última vegada, el 1917, transportant càrrega al servei de l'Osaka Shosen Kaisha Line (OSK). Durant els anys 30 va ser venut i reformat per ser emprat en la indústria pesquera.

### Segona Guerra Mundial
El 1942 va ser requisat per l'Armada Imperial Japonesa i va passar a integrar la flota marítima del Japó en el transcurs de la Segona Guerra Mundial, com un buc auxiliar de càrrega.
El 9 d'agost de 1945, entre les 11:15 i les 14:30, va ser bombardejat per tres avions de combat soviètics. Es va enfonsar en el mar de Bering, en un punt proper a la península de Kamchatka. Va restar submergit a una profunditat de 18 metres i en bon estat de conservació.

### Expedició de rescat

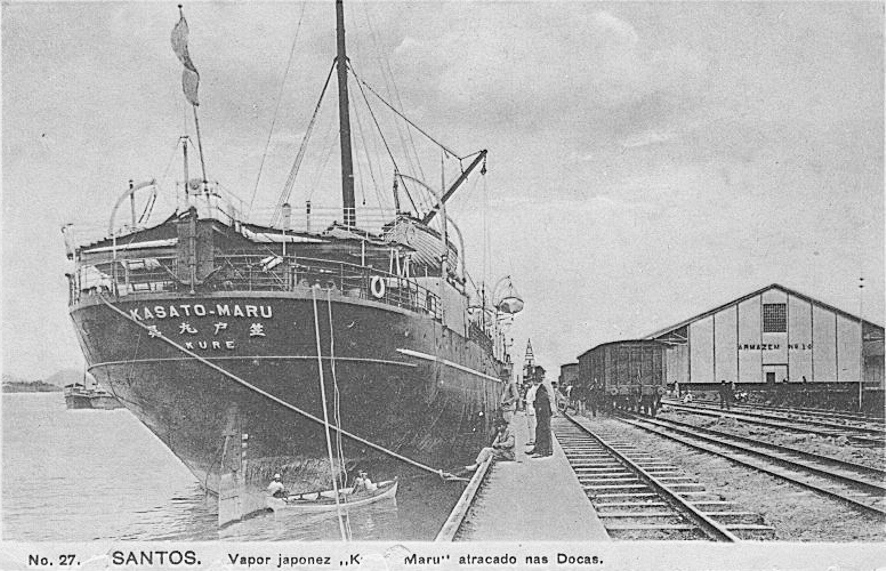
El Kasato Maru en el port de Santos, 1908.

El 2016 es va signar un acord entre Rússia i el Brasil, per tal de recuperar algunes de les seves peces, com les dues àncores, que pesen al voltant de nou tones cadascuna, el timó i la campana. L'expedició pretén completar-se amb diverses investigacions científiques, en els camps de la biologia i la climatologia, estudiant la biologia marina local i els efectes de l'escalfament global en l'àrea on el transatlàntic està enfonsat. L'expedició haurà de recaure en un equip de la Societat Geogràfica de Rússia

## Homenatges
- El 2008, celebrant el centenari del trajecte entre Kobe i Santos del Kasato Maru, un vaixell japones va repetir el viatge, transportant laTorxa de l'Amistat, símbol de la unió entre els dos pobles.[6]
- Aquell mateix any, el govern japonès va emetre una moneda commemorativa de 500 iens, amb la imatge del vaixell.[9]